# Schlag den Star

Logo bis 2015

Schlag den Star (kurz SdS) ist eine Spielshow bei ProSieben, die von Raab TV und Brainpool produziert wird. Als Variante der Samstagabendshow Schlag den Raab tritt hier ein Kandidat (Staffel 1 bis 5) oder ein Prominenter (seit Staffel 6) in bis zu neun (Staffel 1 bis 7 und Staffel 10.1) oder fünfzehn bzw. (bei Punktgleichstand) sechzehn (Staffel 8, 9 und seit Staffel 10.2) verschiedenen Disziplinen gegen einen prominenten Gegner an.

## Hintergrund
Nach dem großen Erfolg von Schlag den Raab verkauften die Produzenten die Idee an ausländische Fernsehsender. Ohne Stefan Raab und mit kürzerer Sendezeit wurde das Konzept der Sendung verändert. Sie wurde im Ausland unter dem Namen Beat the Star produziert; Gegner der Kandidaten waren wechselnde Prominente. Die deutschen Produzenten reimportierten das neue Prinzip wiederum für ProSieben. Später wurde das Prinzip dahingehend verändert, dass in jeder Ausgabe zwei Prominente gegeneinander antreten.

## Ablauf der Show und Regeln

### Staffeln 1 bis 5
Das Spielprinzip glich im Wesentlichen dem Ablauf von Schlag den Raab. Anstelle von Stefan Raab stellte sich in den ersten fünf Staffeln in jeder Folge ein Prominenter dem Kandidaten, der um 50.000 Euro kämpfte. In der 16. Sendung traten mit Lars Niedereichholz und Ande Werner von Mundstuhl zwei Prominente an, die sich von Spiel zu Spiel abwechselten. Wie beim Original ging das Geld in den Jackpot, wenn der jeweilige Star gegen den Kandidaten gewann. Im Gegensatz zur längeren Samstagabend-Show wurde der Kandidat nicht aus fünf Bewerbern per Televoting vom Publikum bestimmt, sondern vorab von der Redaktion ausgewählt und mit einem kurzen Film zu Beginn der Sendung präsentiert.
Die Anzahl der Spiele war auf maximal neun Disziplinen beschränkt, die in den meisten Fällen aus vergangenen Ausgaben des Originals übernommen wurden. Viele aufwändige Spiele außerhalb des Studios (vor allem solche, bei denen der Austragungsort nicht zu Fuß zu erreichen war) fehlten ebenso wie die Musikauftritte. Die Sendung wurde im Gegensatz zu Schlag den Raab vorher aufgezeichnet und die Sendezeit war auf rund zwei Stunden begrenzt. Die Show war beendet, sobald einer der Kontrahenten nicht mehr von seinem Gegenspieler besiegt werden konnte, also wenn einer von beiden mindestens 23 von möglichen 45 Punkten erreicht hatte. Dies war frühestens im siebten Spiel möglich.
Im Gegensatz zu Schlag den Raab konnte bei Schlag den Star schon vor einem Spiel feststehen, dass es auf den Gesamtsieg keinen Einfluss haben würde: Bei einem Punktestand von 14:14 nach dem siebten Spiel gewann der Gewinner des neunten Spiels den Abend – völlig unabhängig davon, wer das achte Spiel gewonnen hatte. Zu dieser Situation kam es in der Ausgabe mit Joey Kelly, in der bereits vor dem Spiel „Töne merken“ feststand, dass es den Ausgang der Show nicht beeinflussen konnte. Auch bei einem Stand von 15:6 war das siebte Spiel ohne Bedeutung, da dem führenden Kontrahenten Spiel 8 oder auch Spiel 9 zum Sieg ausreichte, Spiel 7 jedoch nutzlos war. Diese Situation entstand in den Ausgaben mit Tim Lobinger, Steffen Henssler und Christine Theiss.

### Staffeln 6, 7 und 10.1
Ab Beginn der sechsten Staffel am 19. Juli 2014 trat nicht mehr ein von der Redaktion ausgewählter Kandidat gegen einen Star an, sondern ein Star gegen einen anderen Star. In jeder Ausgabe ging es weiterhin um 50.000 Euro. Was mit dem Geld passierte, entschieden die Gewinner selbst. Ansonsten wurde das Spielprinzip der ersten fünf Staffeln beibehalten. Lediglich die Sonderausgabe (Nr. 27) Lukas Podolski vs. Elton wurde abweichend mit bis zu elf vorgesehenen Spielen gespielt. Die Show war hier beendet, sobald ein Kandidat mindestens 34 von möglichen 66 Punkten erreicht hatte. Dies war frühestens im achten Spiel möglich. Diese Variante entsprach dem Ablauf von Schlag den Besten (Staffel eins und zwei).
Im Sommer 2018 startete die zehnte Staffel nach dem Konzept der Staffeln 6 und 7.

### Staffeln 8, 9 und seit 10.2
Nachdem Raab seine TV-Karriere im Dezember 2015 beendet hatte, gab ProSieben am 12. Februar 2016 bekannt, dass die Show unter der Moderation von Elton fortgeführt werde. Statt als Aufzeichnung wurde die Show dann live in der Hauptsendezeit ausgestrahlt und in der Gestaltung an das frühere Schlag den Raab angepasst. Weiterhin traten zwei prominente Kandidaten gegeneinander an. Diese absolvierten dann wie bei Schlag den Raab in der Regel bis zu fünfzehn Spiele. Gewinnt ein Kandidat die ersten zehn Spiele, reichen die dafür erhaltenen 55 Punkte noch nicht zum Gesamtsieg, die erforderliche Zahl von 61 Punkten ist frühestens mit dem elften Spiel möglich. Haben beide Kandidaten nach 15 Spielen jeweils genau 60 Punkte, gibt es mit dem so genannten „Stechen“ ein Entscheidungsspiel. Seit der Anpassung als Livesendung erhält der Gewinner 100.000 Euro. Ab Sommer 2017 wurden die Livesendungen von Schlag den Star zugunsten der Sendung Schlag den Henssler eingestellt.
Seit dem Ende von Schlag den Henssler wird das Format wieder als Samstagabendshow produziert. Im Dezember 2018 wurde die letzte Folge der zehnten Staffel nach dem Konzept der Staffeln 8 und 9 fortgesetzt. In Folge 75 duellierten sich mit Alec Völkel & Sascha Vollmer von The BossHoss und Bastian Bielendorfer & Özcan Coşar erstmals zwei Prominente im Team. Zuvor traten nur Mundstuhl in der 16. Ausgabe im Duo gegen einen Kontrahenten an.

## Moderatoren, Kommentatoren und Schiedsrichter

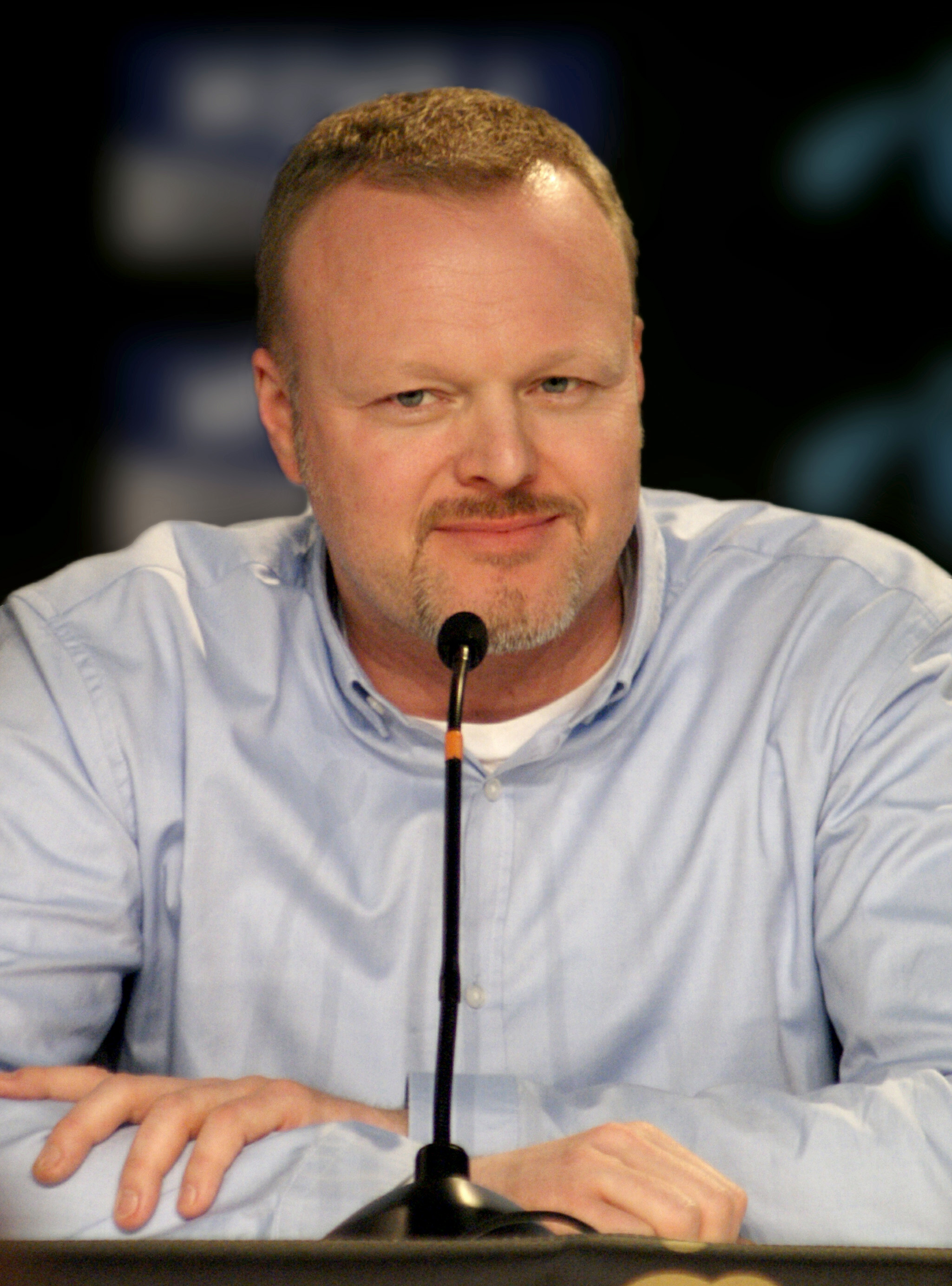
Stefan Raab, Moderator der Staffeln 1 & 6–7
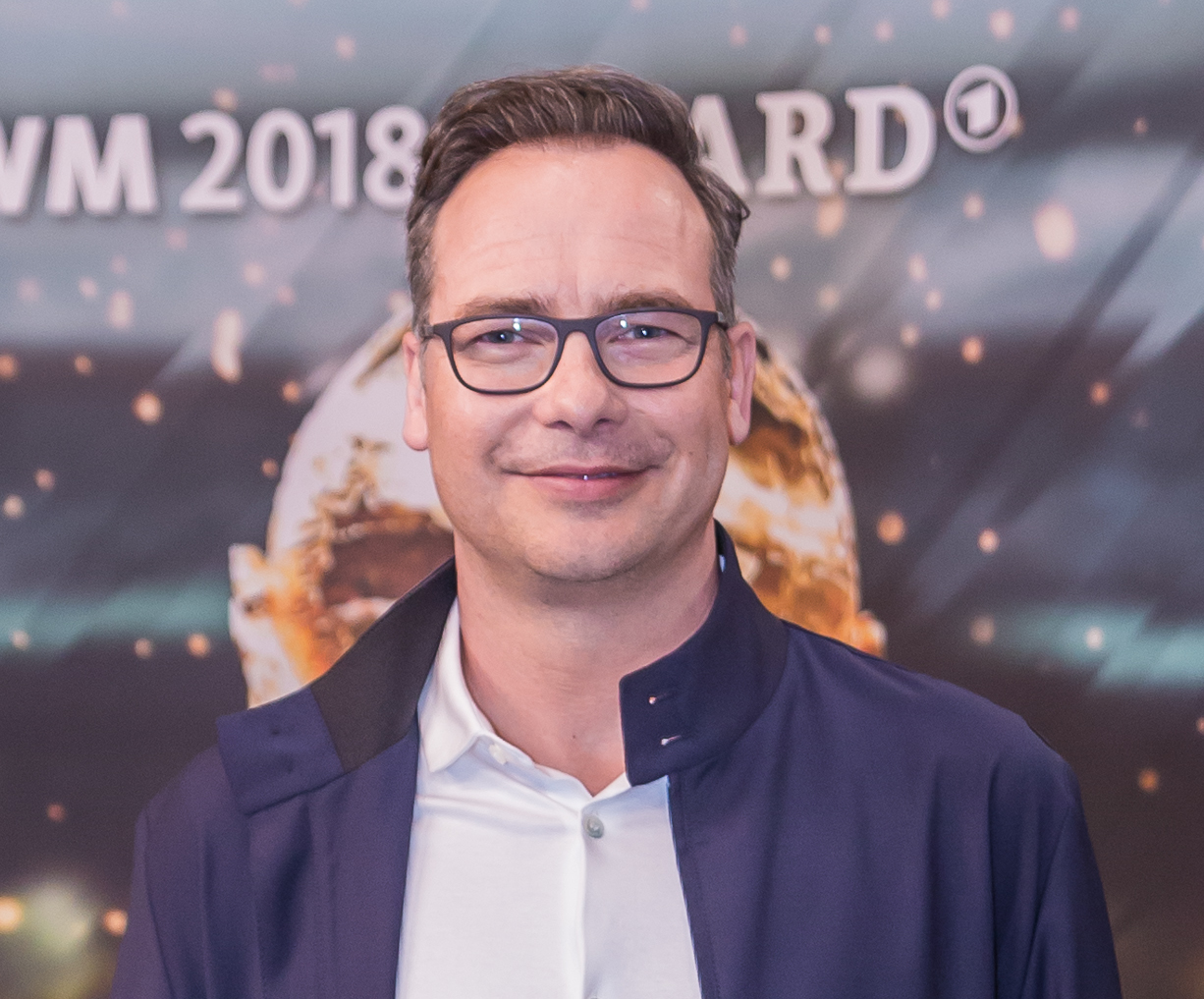
Matthias Opdenhövel, Moderator der Staffeln 2 & seit 16
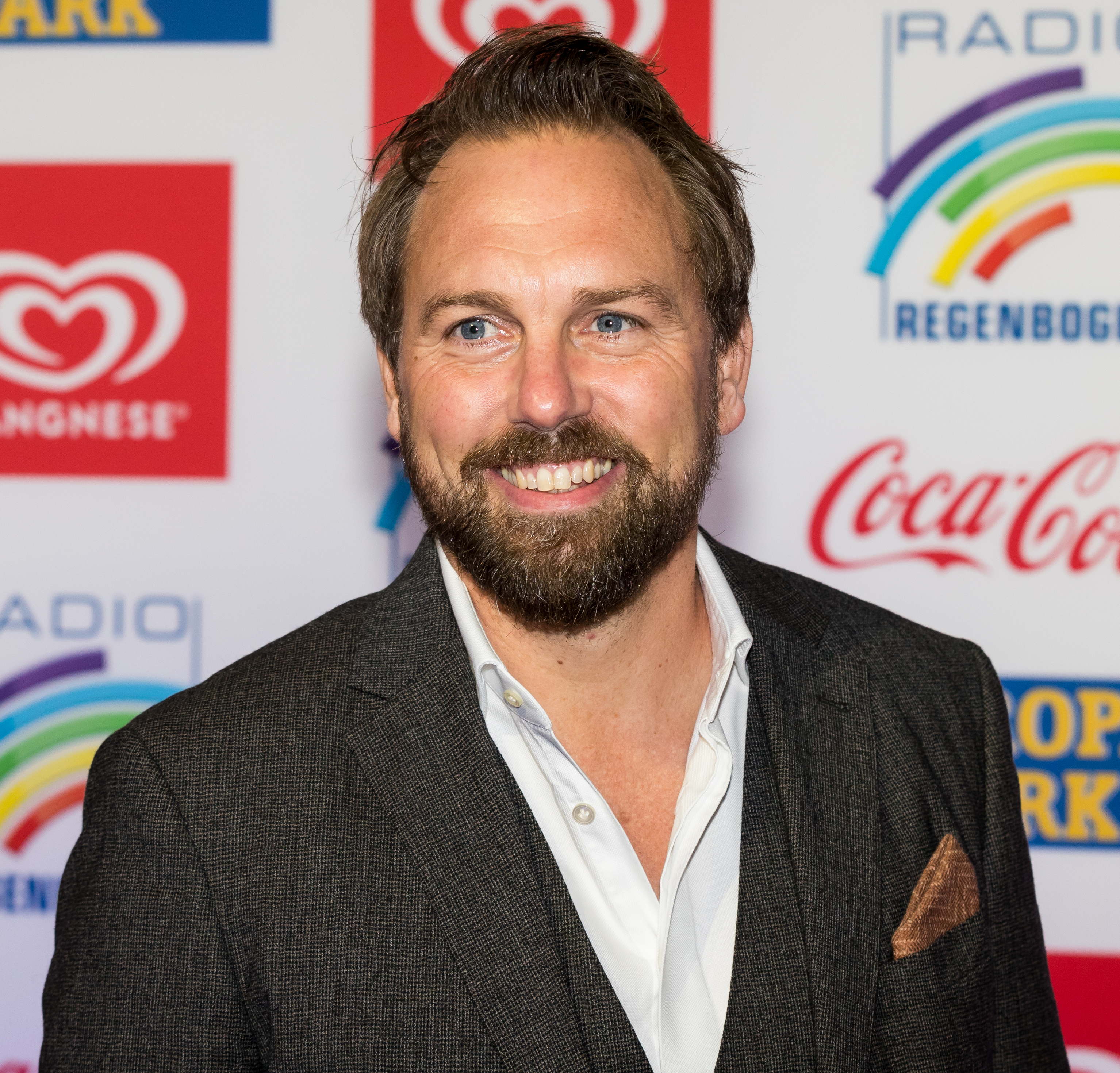
Steven Gätjen, Moderator der Staffeln 3–5
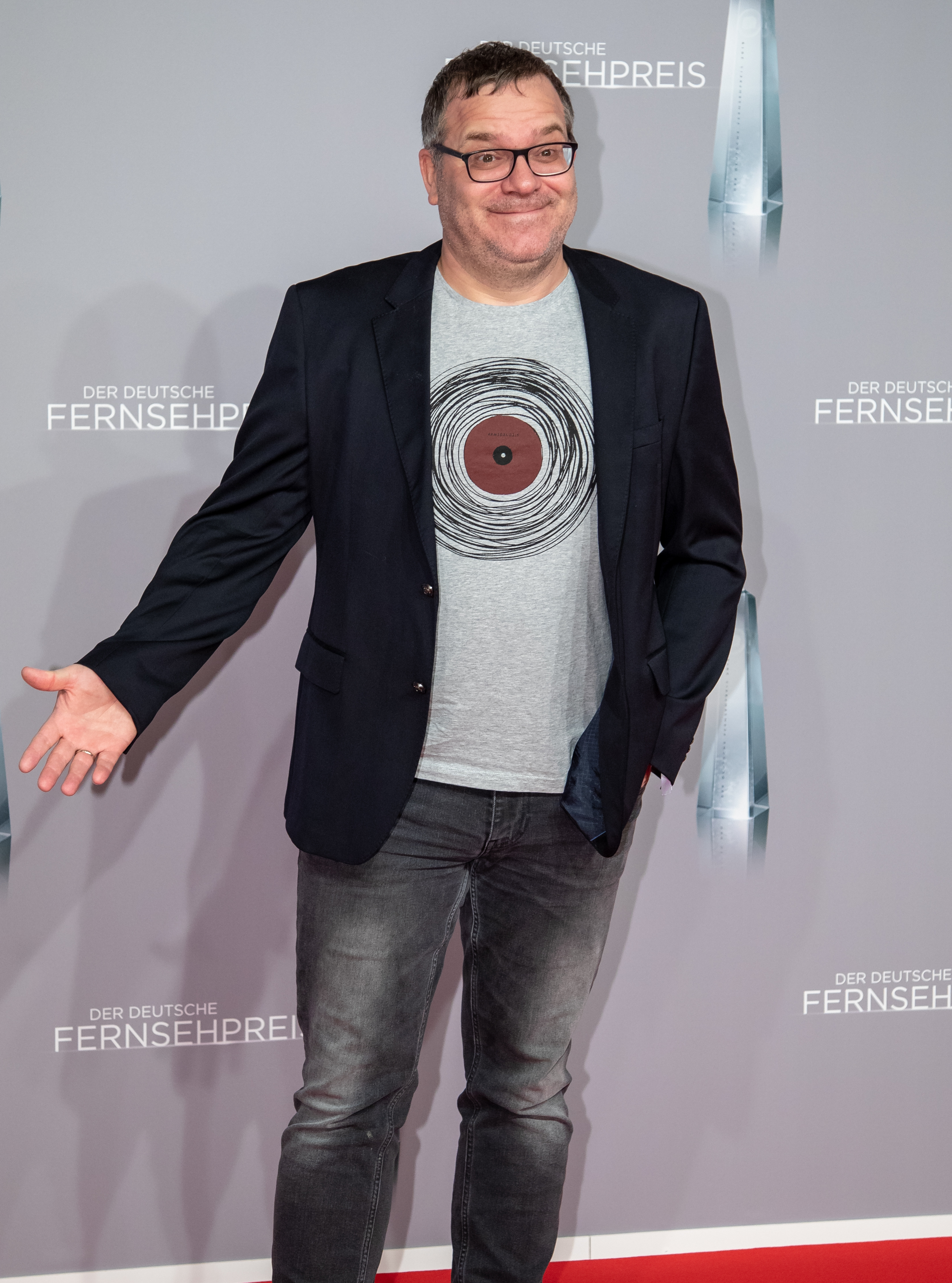
Elton, Moderator der Staffeln 8–16
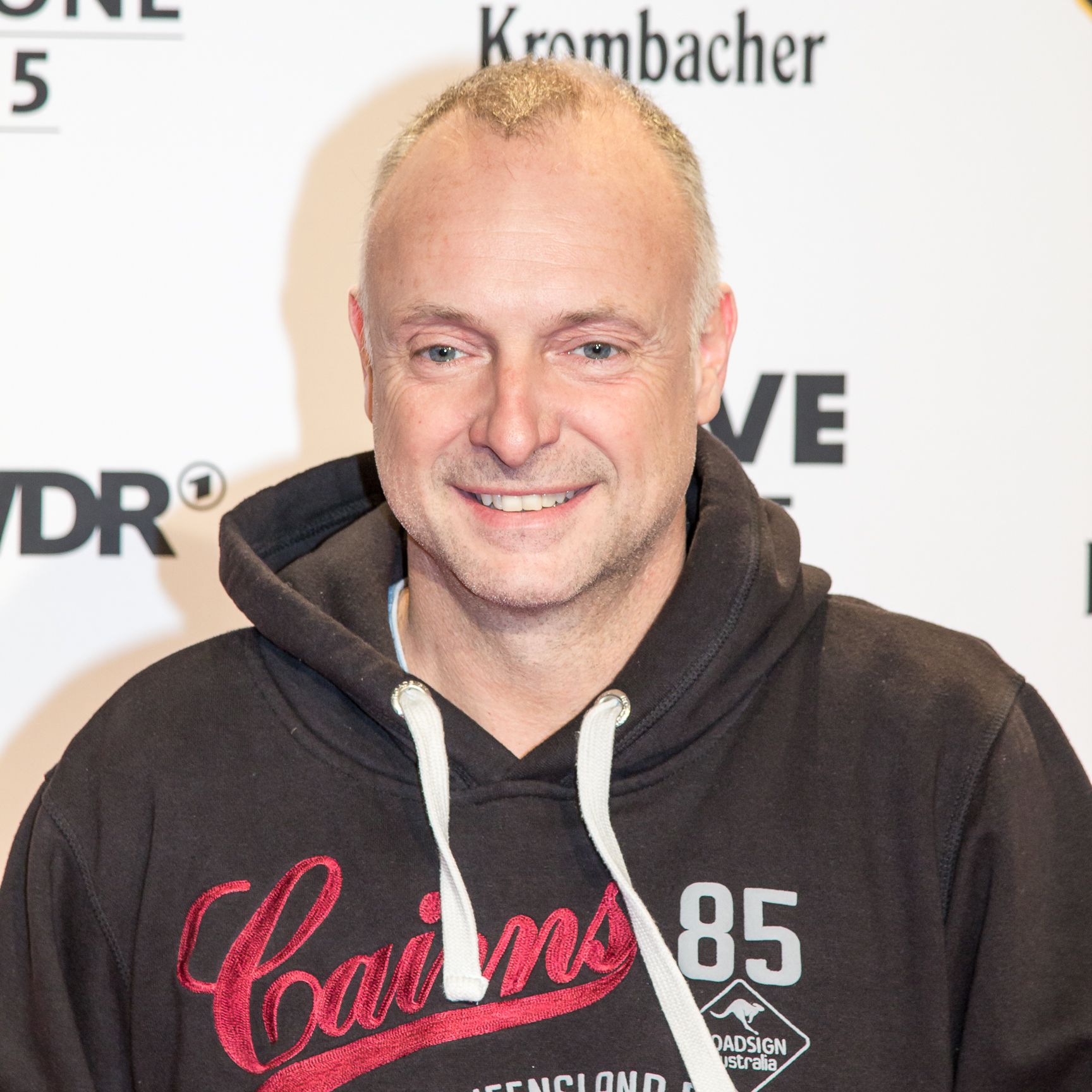
Frank Buschmann, Kommentator der Staffeln 1–2, 4–5 & 7–8
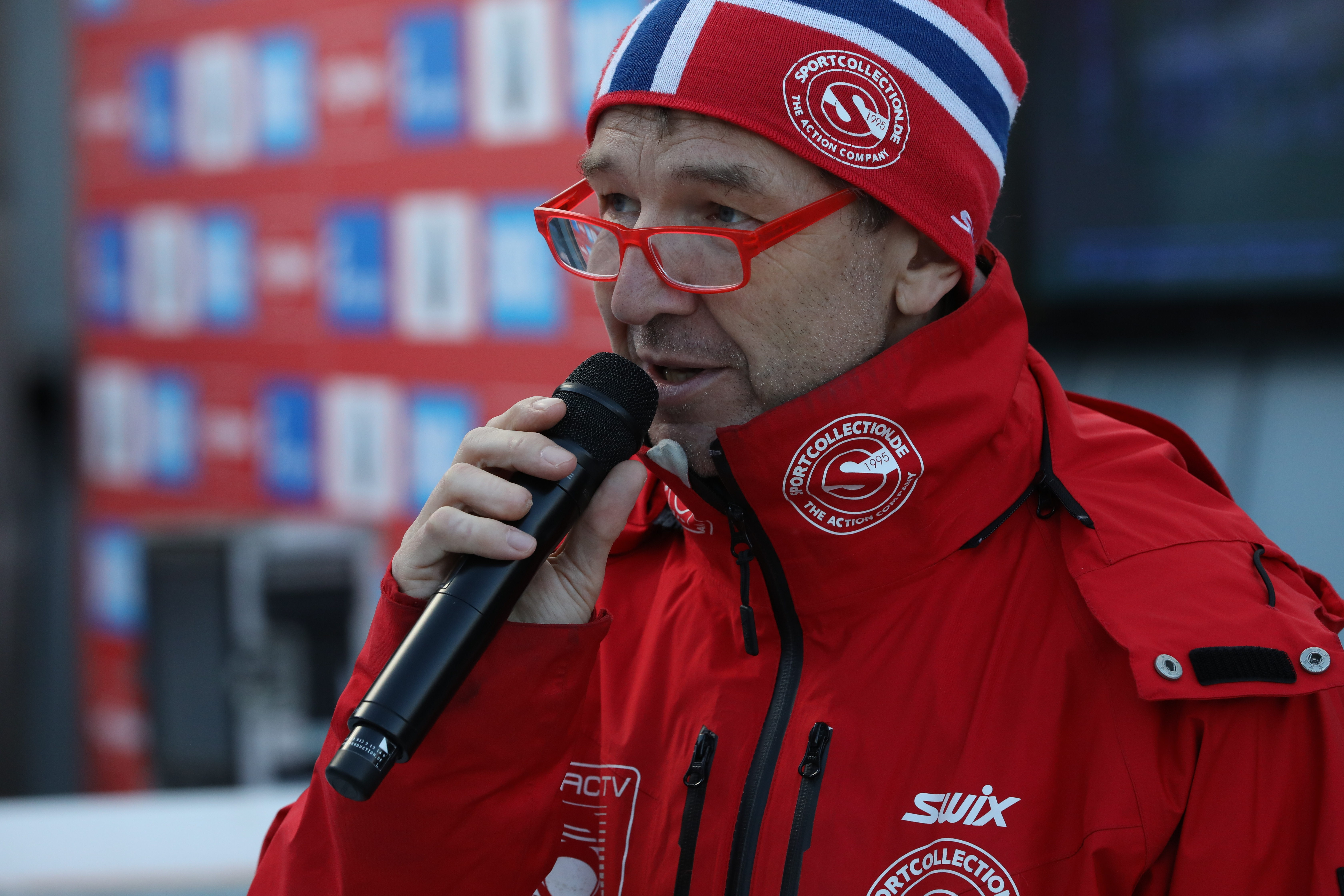
Ron Ringguth, Kommentator der Staffeln 3, 6, 8 & seit 10
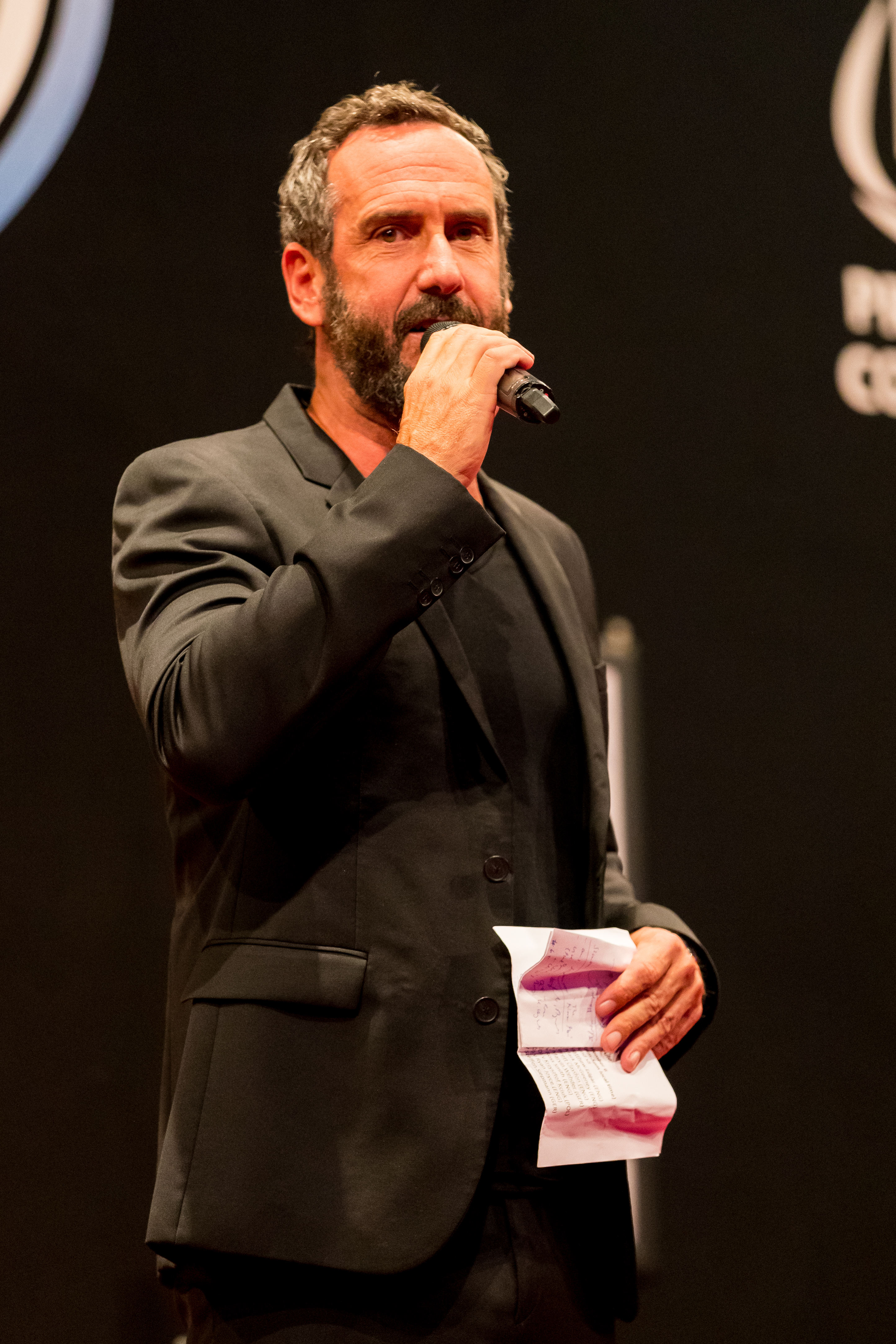
Elmar Paulke, Kommentator der Staffeln 9–10

| Beteiligter         | Sendungen                |
| Moderatoren         | Moderatoren              |
| ------------------- | ------------------------ |
| Stefan Raab         | 1–4, 21–28               |
| Matthias Opdenhövel | 5–8, 85–                 |
| Steven Gätjen       | 9–20                     |
| Elton               | 29–84                    |
| Kommentatoren       |                          |
| Frank Buschmann     | 1–8, 13–20, 25–30, 32–34 |
| Ron Ringguth        | 9–12, 21–24, 31, 41–     |
| Elmar Paulke        | 35–40                    |

### Moderator
Die erste Staffel 2009 moderierte Stefan Raab selbst. Von der zweiten bis zur fünften Staffel übernahm der jeweilige Schlag-den-Raab-Moderator auch die Moderation von Schlag den Star (Staffel 2: Matthias Opdenhövel, Staffel 3–5: Steven Gätjen), während Raab als Joker fungierte. Die sechste und siebte Staffel fand nur noch mit prominenten Kandidaten statt, so dass Raab wieder selbst moderierte. Seit der achten Staffel war Elton der Moderator. Während Elton in der Vergangenheit als Moderator des Spiels Blamieren oder Kassieren innerhalb von Schlag den Raab und TV total stets in seinem klassischen roten Anzug aufgetreten war, trug er nun einen blaues Sakko mit Hemd, später T-Shirt. War dann das Spiel Blamieren oder Kassieren an der Reihe, so tauschte Elton sein blaues Sakko gegen das traditionelle rote. Am 10. April 2024 wurde Elton auf Nachfrage seines Managements unerwartet über seine Absetzung informiert, nachdem kurz zuvor bereits in der Presse darüber berichtet wurde. ProSieben-Senderchef Hannes Hiller erklärte die Trennung von Elton mit dessen Engagement beim Konkurrenzsender RTL, wo er die Shows Schlag den Besten und Blamieren oder Kassieren moderiert – beides Formate, die ProSieben selbst abgestoßen hatte und anschließend von RTL übernommen wurden. Gleichzeitig gab ProSieben bekannt, dass Matthias Opdenhövel ab der vierten Folge der 16. Staffel erneut die Moderation der Sendung übernehmen wird. Seitdem übernimmt die Moderation des Spiels Blamieren oder Kassieren in jeder Ausgabe eine andere Person.

### Rolle von Stefan Raab
Stefan Raab war in den Staffeln 1 bis 7 in jeder Ausgabe zu sehen.
Nach der Moderation in der ersten Staffel erhielt er ab der zweiten Staffel eine neue Rolle als Joker. Der Kandidat musste Raab in einem der ersten sechs Spiele, in denen das gesamte Duell noch nicht durch einen „Matchball“ entschieden werden kann, einsetzen. Raab trat dann in der gewählten Disziplin für den Kandidaten an. Gewann er, wurden dem Kandidaten die Punkte für dieses Spiel zugeschrieben. Bis zur Show am 15. September 2011 war Raab in seiner Rolle als Joker ungeschlagen. Guido Cantz beendete diese Siegesserie im Spiel „Quiz“. Danach verlor Raab noch ein weiteres Mal als Joker in der Show vom 14. Juli 2012 gegen Steffen Henssler; wieder im Spiel „Quiz“. Jedoch schadete das Versagen Raabs dem Kandidaten, den er vertrat, in beiden Fällen nicht. Zwar verlor der Winzer Sebastian Scharfbillig die Show vom 14. Juli 2012, doch hätte daran ein Sieg des Jokers nichts geändert. Am 22. Juni 2013 verlor Raab gegen Matze Knop im Spiel „Würfeln“. Der Kandidat Jan Eggers verlor zudem die Show.
Verletzte sich der Kandidat und konnte deswegen keine weiteren Sportspiele bestreiten, konnte, mit Zustimmung des Stars, Stefan Raab den Kandidaten in diesen Spielen vertreten.
Die sechste und siebte Staffel wurden wieder von Stefan Raab moderiert. Ende 2015 zog sich Stefan Raab mehrere Jahre aus dem aktiven Fernsehgeschäft zurück und war ab der achten Staffel nicht mehr vor der Kamera an Schlag den Star beteiligt.

### Kommentator
Seit der 11. Staffel werden die Spiele von Ron Ringguth kommentiert, welcher zuvor auch in den Staffeln 3 und 6 und in der 31. (Staffel 8) und 41. Ausgabe (Staffel 10) den Kommentar übernommen hatte. In den vorherigen Sendungen kommentierten Elmar Paulke (Staffeln 9 und 10) und Frank „Buschi“ Buschmann (übrige Ausgaben) die Spiele.
Bei einigen Spielen ist der Kommentator nicht im Studio zu hören, um das Spiel nicht zu beeinflussen.

### Notar
Im Hintergrund überwacht ein Notar den korrekten Ablauf des Duells. Er kann bei Bedarf eingreifen, was jedoch selten geschieht.

### Schiedsrichter
Bei sportlichen Wettkämpfen werden Schiedsrichter aus der jeweiligen Sportart oder einer verwandten Disziplin eingesetzt. Die anderen Spiele leitet der Moderator.

## Ausgaben
Die ersten vier Ausgaben wurden im Wochentakt freitags ab dem 13. März 2009 zum Ende der Jubiläumswoche „10 Jahre TV total“ ausgestrahlt. Als prominente Gegenspieler waren Stefan Effenberg, Boris Becker, Stefan Kretzschmar und Wigald Boning beteiligt. Effenberg gewann als einziger Prominenter das Duell gegen seinen Kontrahenten, Becker und Boning verloren recht eindeutig, während das Duell zwischen Kretzschmar und Kandidat Sven Stamer erst im letzten Spiel entschieden wurde.
Die zweite Staffel wurde 2010 ebenfalls jeweils freitags ausgestrahlt. Joey Kelly konnte dabei als einziger Prominenter das Duell gegen seinen Kontrahenten für sich entscheiden. Der WBA-Boxweltmeister im Mittelgewicht Felix Sturm hat als bisher einziger Prominenter ohne Punktgewinn verloren.
Die dritte Staffel wurde im Herbst 2011 jeweils donnerstags gesendet, alle vier Ausgaben wurden von den Kandidaten gewonnen.
Die vierte und fünfte Staffel liefen 2012 und 2013 jeweils samstags, wurden aber nicht wie bislang im Wochenzyklus ausgestrahlt. 2013 gab es in der fünften Staffel mehrere Premieren. In der Show mit Christine Theiss kam es zum ersten Duell zwischen zwei Frauen. Außerdem konnten erstmals alle Prominenten einer Staffel ihre Duelle gewinnen. Tom Beck unterlag nur im vierten Spiel „Quiz“ gegen den Joker Stefan Raab, der Kandidat Lajos Papudis gewann selbst kein Spiel.
Die siebte Staffel der Show wurde im Juli und August 2015 ausgestrahlt. Die Duelle fanden dabei zwischen Elton und Lukas Podolski, Sophia Thomalla und Fernanda Brandão, Luke Mockridge und Ross Antony, sowie zwischen Daniel Aminati und Stefan Effenberg statt, wobei Aminati und Effenberg bereits in der 1. bzw. 4. Staffel gegen einen Kandidaten antraten. Moderator war erneut Stefan Raab. Frank Buschmann kommentierte die Duelle wieder.
Nach dem Abschied von Stefan Raab wurde seit der achten Staffel (mit Ausnahme der 39. und 40. Ausgabe) das ehemalige On Air Design von Schlag den Raab übernommen. Die Show wird seitdem in HD produziert und mit maximal 15 (bzw. 16 im Falle eines Punktgleichstands) Spielen live aus den Brainpool-Studios in Köln-Mülheim gesendet, außerdem traten in den Shows erstmals Musikacts auf. Die Sendungslänge kann variieren. So war die Ausgabe vom 15. Februar 2025, welche bereits um 23:59 Uhr endete, die kürzeste (wobei in dieser Show keine Musikacts auftraten) und zugleich die erste Livesendung seit Bestehen des Showkonzepts, die bereits vor Mitternacht beendet wurde. Die am 20. Mai 2017 ausgestrahlte Show endete erst nachts um 2:10 Uhr und war damit die längste Ausgabe.
Die für den 1. Juni 2024 geplante Show wurde, aufgrund des gleichzeitig stattfindenden UEFA-Champions-League-Finales 2024, um einen Tag, auf den folgenden Sonntag verlegt.
Alle Shows – ausgenommen die zweite, sechste und siebenunddreißigste Ausgabe – sind auf der Video-on-Demand-Website Myspass.de zu sehen.

### Übersicht der aufgezeichneten Sendungen
Die jeweiligen Sieger sind durch Fettschrift markiert.

| Folge               | Datum         | Spielsumme   | Kandidat                                     | Prominenter        | Endergebnis | Spiele |
| ------------------- | ------------- | ------------ | -------------------------------------------- | ------------------ | ----------- | ------ |
| Staffel 1 (2009)    |               |              |                                              |                    |             |        |
| 1                   | 13. März 2009 | 050.000 Euro | Oliver Slany (34, Containerbrückenfahrer)    | Stefan Effenberg   | 7:29        | 8      |
| 2                   | 20. März 2009 | 100.000 Euro | Timo Weibel (31, Geschäftsführer)            | Boris Becker       | 29:7        | 8      |
| 3                   | 27. März 2009 | 050.000 Euro | Sven Stamer (38, Landwirt)                   | Stefan Kretzschmar | 25:20       | 9      |
| 4                   | 3. Apr. 2009  | 050.000 Euro | Kai Hofmann (41, Elektromeister)             | Wigald Boning      | 23:5        | 7      |
| Staffel 2 (2010)    |               |              |                                              |                    |             |        |
| 5                   | 29. Okt. 2010 | 050.000 Euro | Oliver Rohm (31, Baumhausbauer)              | Detlef D! Soost    | 23:5        | 7      |
| 6                   | 5. Nov. 2010  | 050.000 Euro | Uli Detig (42, Lehrer)                       | Mike Krüger        | 27:1        | 7      |
| 7                   | 12. Nov. 2010 | 050.000 Euro | Michael Kaus (35, Gewaltpräventionstrainer)  | Joey Kelly         | 22:23       | 9      |
| 8                   | 19. Nov. 2010 | 100.000 Euro | Thomas Ritte (31, Chirurg)                   | Felix Sturm        | 28:0        | 7      |
| Staffel 3 (2011)    |               |              |                                              |                    |             |        |
| 9                   | 1. Sep. 2011  | 050.000 Euro | Till Hoffmann (33, Lehrer)                   | Tim Mälzer         | 25:20       | 9      |
| 10                  | 8. Sep. 2011  | 050.000 Euro | John Rudat (28, Bundeswehrarzt)              | Giovanni Zarrella  | 25:11       | 8      |
| 11                  | 15. Sep. 2011 | 050.000 Euro | Meinolf Krome (40, Diplom-Sportlehrer)       | Guido Cantz        | 25:11       | 8      |
| 12                  | 22. Sep. 2011 | 050.000 Euro | Winfried Hagenau (36, Industriekletterer)    | DJ BoBo            | 26:10       | 8      |
| Staffel 4 (2012)    |               |              |                                              |                    |             |        |
| 13                  | 30. Juni 2012 | 050.000 Euro | Steffen Weber (36, Meteorologe)              | Tim Lobinger       | 13:23       | 8      |
| 14                  | 14. Juli 2012 | 100.000 Euro | Sebastian Scharfbillig (27, Winzer)          | Steffen Henssler   | 15:30       | 9      |
| 15                  | 4. Aug. 2012  | 150.000 Euro | Sebastian Pielbusch (30, Diplom-Sportlehrer) | Daniel Aminati     | 21:24       | 9      |
| 16                  | 18. Aug. 2012 | 200.000 Euro | Willy Klötgen (36, Hautarzt)                 | Mundstuhl a        | 24:4        | 7      |
| Staffel 5 (2013)    |               |              |                                              |                    |             |        |
| 17                  | 22. Juni 2013 | 050.000 Euro | Jan Eggers (33, Steuerberater)               | Matze Knop         | 10:26       | 8      |
| 18                  | 20. Juli 2013 | 100.000 Euro | Tobias Gibas (31, Vertriebsleiter)           | Sven Hannawald     | 19:26       | 9      |
| 19                  | 3. Aug. 2013  | 150.000 Euro | Nadja Peckmann (26, Lehramtsstudentin)       | Christine Theiss   | 15:30       | 9      |
| 20                  | 10. Aug. 2013 | 200.000 Euro | Lajos Papudis (26, Gerüstbauer)              | Tom Beck           | 04:24       | 7      |
| Folge               | Datum         | Spielsumme   | Prominente                                   | Prominente         | Endergebnis | Spiele |
| Staffel 6 (2014)    |               |              |                                              |                    |             |        |
| 21                  | 19. Juli 2014 | 050.000 Euro | Michael Wendler                              | Axel Stein         | 01:27       | 7      |
| 22                  | 2. Aug. 2014  | 050.000 Euro | Annica Hansen                                | Larissa Marolt     | 28:8        | 8      |
| 23                  | 16. Aug. 2014 | 050.000 Euro | Joey Kelly                                   | Steffen Henssler   | 24:12       | 8      |
| 24                  | 30. Aug. 2014 | 050.000 Euro | Marco Schreyl                                | Thore Schölermann  | 08:28       | 8      |
| Staffel 7 (2015)    |               |              |                                              |                    |             |        |
| 25                  | 4. Juli 2015  | 050.000 Euro | Stefan Effenberg                             | Daniel Aminati     | 04:24       | 7      |
| 26                  | 18. Juli 2015 | 050.000 Euro | Fernanda Brandão                             | Sophia Thomalla    | 08:28       | 8      |
| 27                  | 8. Aug. 2015  | 050.000 Euro | Elton                                        | Lukas Podolski     | 25:41       | b 11 b |
| 28                  | 15. Aug. 2015 | 050.000 Euro | Luke Mockridge                               | Ross Antony        | 25:11       | 8      |
| Staffel 10.1 (2018) |               |              |                                              |                    |             |        |
| 39                  | 26. Juli 2018 | 050.000 Euro | Gil Ofarim                                   | Pietro Lombardi    | 27:9        | 8      |
| 40                  | 9. Aug. 2018  | 050.000 Euro | Faisal Kawusi                                | Ralf Moeller       | 25:3        | 7      |

### Übersicht der Live-Sendungen
In jeder Live-Sendung spielten die beiden Prominenten um 100.000 Euro.
| Folge               | Datum          | c Teilnehmer c                             | c Teilnehmer c                                       | End- ergebnis | Spiele   | Sendungs- ende | Dauer | Musik                                                          | Gastmoderation d "Blamieren oder Kassieren" d |
| ------------------- | -------------- | ------------------------------------------ | ---------------------------------------------------- | ------------- | -------- | -------------- | ----- | -------------------------------------------------------------- | --------------------------------------------- |
| Staffel 8 (2016)    |                |                                            |                                                      |               |          |                |       |                                                                |                                               |
| 29                  | 9. Apr. 2016   | Matthias Steiner                           | Henning Baum                                         | 47:73         | 15       | 1:13 Uhr       | 4:58  | Fleur East, Jamie-Lee Kriewitz                                 | Elton                                         |
| 30                  | 7. Mai 2016    | Johannes Strate                            | Arne Friedrich                                       | 56:64         | 15       | 0:59 Uhr       | 4:44  | Joris, Era Istrefi                                             | Elton                                         |
| 31                  | 9. Juli 2016   | Daniel Aminati                             | Tom Beck                                             | 32:73         | 14       | 1:19 Uhr       | 5:04  | Dua Lipa, Wanda                                                | entfällt                                      |
| 32                  | 17. Sep. 2016  | Massimo Sinató                             | Andreas Wolff                                        | 12:66         | 12       | 0:37 Uhr       | 4:22  | Beginner, Felix Jaehn feat. Alma, Imany                        | Elton                                         |
| 33                  | 15. Okt. 2016  | Fabian Hambüchen                           | Bülent Ceylan                                        | 65:26         | 13       | 0:37 Uhr       | 4:22  | Sarah Connor & Henning Wehland, Clueso, Tim Bendzko            | Elton                                         |
| 34                  | 10. Dez. 2016  | Detlef D! Soost                            | Thorsten Legat                                       | 74:46         | 15       | 2:01 Uhr       | 5:46  | Udo Lindenberg, Silbermond, Neiked                             | Elton                                         |
| Staffel 9 (2017)    |                |                                            |                                                      |               |          |                |       |                                                                |                                               |
| 35                  | 18. Feb. 2017  | Stefan Kretzschmar                         | Tim Bendzko                                          | 73:32         | 14       | 0:38 Uhr       | 4:23  | Levina                                                         | Elton                                         |
| 36                  | 11. März 2017  | Alexander Klaws                            | Joey Kelly                                           | 47:73         | 15       | 0:59 Uhr       | 4:44  | Joy Denalane, Yvonne Catterfeld, Tokio Hotel                   | Elton                                         |
| 37                  | 8. Apr. 2017   | Attila Hildmann                            | Luke Mockridge                                       | 70:50         | 15       | 1:28 Uhr       | 5:13  | Take That, Adel Tawil                                          | Elton                                         |
| 38                  | 20. Mai 2017   | Lena Meyer-Landrut                         | Lena Gercke                                          | 68:52         | 15       | 2:10 Uhr       | 5:55  | Amy Macdonald, Mando Diao                                      | Elton                                         |
| Staffel 10.2 (2018) |                |                                            |                                                      |               |          |                |       |                                                                |                                               |
| 41                  | 8. Dez. 2018   | Sarah Lombardi                             | Eko Fresh                                            | 14:64         | 12       | 0:45 Uhr       | 4:30  | Max Giesinger, Antoine Burtz                                   | Elton                                         |
| Staffel 11 (2019)   |                |                                            |                                                      |               |          |                |       |                                                                |                                               |
| 42                  | 9. Feb. 2019   | Sasha                                      | Tim Mälzer                                           | 71:34         | 14       | 1:14 Uhr       | 4:59  | Herbert Grönemeyer, Zaz, Sigrid                                | Elton                                         |
| 43                  | 16. März 2019  | Lucas Cordalis                             | Paul Janke                                           | 74:46         | 15       | 1:43 Uhr       | 5:28  | Stefanie Heinzmann, Joris                                      | Elton                                         |
| 44                  | 15. Juni 2019  | Felix Neureuther                           | Christoph Kramer                                     | 74:46         | 15       | 1:19 Uhr       | 5:04  | Sarah Connor, Bryan Adams                                      | Elton                                         |
| 45                  | 21. Sep. 2019  | Teddy Teclebrhan                           | Max Mutzke                                           | 4:62          | 11       | 1:18 Uhr       | 5:03  | Mark Forster, Max Mutzke                                       | Elton                                         |
| 46                  | 9. Nov. 2019   | Luna Schweiger                             | Vanessa Mai                                          | 45:75         | 15       | 1:38 Uhr       | 5:23  | Simply Red, Ava Max                                            | Elton                                         |
| 47                  | 14. Dez. 2019  | Wotan Wilke Möhring                        | Jens Lehmann                                         | 34:71         | 14       | 1:23 Uhr       | 5:08  | Milky Chance, James Blunt                                      | Elton                                         |
| Staffel 12 (2020)   |                |                                            |                                                      |               |          |                |       |                                                                |                                               |
| 48                  | 1. Feb. 2020   | Mario Basler                               | Frank Rosin                                          | 43:62         | 14       | 0:40 Uhr       | 4:25  | Johannes Oerding, Robin Schulz feat. Kiddo                     | Elton                                         |
| 49                  | 21. März 2020  | e Blümchen e                               | Dagi Bee                                             | 17:61         | 12       | 0:02 Uhr       | 3:47  | entfällt                                                       | Elton                                         |
| 50                  | 2. Mai 2020    | Jorge González                             | Thomas Hayo                                          | 18:73         | 13       | 0:38 Uhr       | 4:23  | entfällt                                                       | Elton                                         |
| 51                  | 6. Juni 2020   | Sylvie Meis                                | Lilly Becker                                         | 63:28         | 13       | 1:15 Uhr       | 5:00  | Nico Santos                                                    | Elton                                         |
| 52                  | 5. Sep. 2020   | Verona Pooth                               | Janine Kunze                                         | 71:20         | 13       | 1:21 Uhr       | 5:06  | Joy Denalane, Giant Rooks                                      | Elton                                         |
| 53                  | 24. Okt. 2020  | Tim Wiese                                  | Patrick Esume                                        | 73:47         | 15       | 0:41 Uhr       | 4:26  | Karolin Gärtner, Sebastian Schmidt                             | Elton                                         |
| 54                  | 21. Nov. 2020  | Cathy Hummels                              | Stefanie Hertel                                      | 45:75         | 15       | 1:34 Uhr       | 5:19  | Rea Garvey feat. VIZE, Gentleman                               | Elton                                         |
| 55                  | 19. Dez. 2020  | f Jürgen Milski f                          | Sonja Zietlow                                        | 50:70         | 15       | 1:37 Uhr       | 5:22  | Bosse, Sarah Connor                                            | Elton                                         |
| Staffel 13 (2021)   |                |                                            |                                                      |               |          |                |       |                                                                |                                               |
| 56                  | 6. Feb. 2021   | Kevin Großkreutz                           | Pascal Hens                                          | 41:64         | 14       | 0:55 Uhr       | 4:40  | Yvonne Catterfeld, Zoe Wees                                    | Elton                                         |
| 57                  | 8. Mai 2021    | Carmen Geiss                               | Claudia Effenberg                                    | 74:31         | 14       | 1:42 Uhr       | 5:27  | Wincent Weiss, Alice Merton                                    | Elton                                         |
| c 58 c              | 5. Juni 2021   | Wincent Weiss                              | Edin Hasanović                                       | 68:52         | 15       | 1:38 Uhr       | 5:23  | Jan Delay, Rea Garvey                                          | Elton                                         |
| 59                  | 17. Juli 2021  | Bülent Ceylan                              | Jenke von Wilmsdorff                                 | 58:62         | 15       | 2:09 Uhr       | 5:54  | Stefanie Heinzmann, Måneskin                                   | Elton                                         |
| 60                  | 28. Aug. 2021  | Evelyn Burdecki                            | Sophia Thomalla                                      | 31:74         | 14       | 1:23 Uhr       | 5:08  | Felix Jaehn feat. Robin Schulz, Clueso feat. Andreas Bourani   | Elton                                         |
| 61                  | 18. Sep. 2021  | Silvio Heinevetter                         | Alexander Zverev                                     | 73:18         | 13       | 1:28 Uhr       | 5:13  | Lea, Max Mutzke                                                | Elton                                         |
| 62                  | 27. Nov. 2021  | Olivia Jones                               | Katja Burkard                                        | 43:62         | 14       | 1:35 Uhr       | 5:21  | Michael Patrick Kelly, Nico Suave & Teesy feat. Liebe Allstars | Elton                                         |
| 63                  | 18. Dez. 2021  | Ruth Moschner                              | Alexander Herrmann                                   | 68:37         | 14       | 0:47 Uhr       | 4:32  | Loi, Leoniden                                                  | Elton                                         |
| Staffel 14 (2022)   |                |                                            |                                                      |               |          |                |       |                                                                |                                               |
| 64                  | 8. Jan. 2022   | Valentina Pahde                            | Viviane Geppert                                      | 53:67         | 15       | 0:51 Uhr       | 4:36  | Mathea, Sebastian Krenz feat. Johannes Oerding                 | Elton                                         |
| 65                  | 29. Jan. 2022  | Max Kruse                                  | g Steven Gätjen g                                    | 68:52         | 15       | 1:46 Uhr       | 5:31  | James Morrison, Max Giesinger                                  | Elton                                         |
| 66                  | 12. März 2022  | Fabian Hambüchen                           | h Julius Brink h                                     | 62:29         | 13       | 0:29 Uhr       | 4:14  | Bryan Adams, Electric Callboy                                  | Elton                                         |
| 67                  | 30. Apr. 2022  | Frederick Lau                              | Marteria                                             | 70:50         | 15       | 0:57 Uhr       | 4:42  | Marteria                                                       | Elton                                         |
| 68                  | 4. Juni 2022   | Jeannine Michaelsen                        | Charlotte Würdig                                     | 64:27         | 13       | 0:48 Uhr       | 4:33  | Kontra K, Kalush Orchestra                                     | Elton                                         |
| 69                  | 2. Juli 2022   | Rúrik Gíslason                             | Robin Gosens                                         | 37:68         | 14       | 1:18 Uhr       | 5:03  | Namika, George Ezra                                            | Elton                                         |
| 70                  | 23. Juli 2022  | Motsi Mabuse                               | Laura Karasek                                        | 38:67         | 14       | 1:08 Uhr       | 4:53  | Emilio Sakraya, Zoe Wees                                       | Elton                                         |
| 71                  | 17. Sep. 2022  | Rick Kavanian                              | Bully Herbig                                         | 50:70         | 15       | 1:23 Uhr       | 5:08  | entfällt                                                       | Elton                                         |
| 72                  | 17. Dez. 2022  | Joachim Llambi                             | DJ BoBo                                              | 63:28         | 13       | 0:37 Uhr       | 4:22  | Silbermond feat. 1986zig, DJ BoBo                              | Elton                                         |
| Staffel 15 (2023)   |                |                                            |                                                      |               |          |                |       |                                                                |                                               |
| 73                  | 4. Feb. 2023   | Johannes B. Kerner                         | Moritz Bleibtreu                                     | 64:14         | 12       | 0:58 Uhr       | 4:43  | Elif, Wincent Weiss                                            | Elton                                         |
| 74                  | 11. März 2023  | Jeanette Biedermann                        | Janin Ullmann                                        | 21:70         | 13       | 0:41 Uhr       | 4:26  | Herbert Grönemeyer                                             | Elton                                         |
| 75                  | 27. Mai 2023   | Bastian Bielendorfer & Özcan Coşar         | The BossHoss (Alec Völkel & Sascha Vollmer)          | 62:43         | 14       | 1:55 Uhr       | 5:40  | The BossHoss, Nico Santos                                      | Elton                                         |
| 76                  | 10. Juni 2023  | Rebecca Mir                                | Nilam Farooq                                         | i 60:60 i     | i 15+1 i | 2:09 Uhr       | 5:54  | Bosse, Mando Diao                                              | Elton                                         |
| 77                  | 19. Aug. 2023  | Heiner Lauterbach                          | Uwe Ochsenknecht                                     | j 60:60 j     | j 15+1 j | 1:42 Uhr       | 5:27  | Madsen                                                         | Elton                                         |
| 78                  | 2. Sep. 2023   | Pietro Lombardi                            | Chris Tall                                           | 12:66         | 12       | 0:25 Uhr       | 4:10  | entfällt                                                       | Elton                                         |
| 79                  | 30. Sep. 2023  | Michael Mittermeier                        | Olaf Schubert                                        | 29:62         | 13       | 1:49 Uhr       | 5:34  | entfällt                                                       | Elton                                         |
| 80                  | 4. Nov. 2023   | Tom Beck                                   | Axel Stein                                           | 44:61         | 14       | 1:13 Uhr       | 4:58  | entfällt                                                       | Elton                                         |
| 81                  | 30. Dez. 2023  | Horst Lichter                              | Michael Kessler                                      | 10:68         | 12       | 0:55 Uhr       | 4:40  | entfällt                                                       | Elton                                         |
| Staffel 16 (2024)   |                |                                            |                                                      |               |          |                |       |                                                                |                                               |
| 82                  | 27. Jan. 2024  | Stefanie Giesinger                         | Leony                                                | 30:61         | 13       | 0:08 Uhr       | 3:53  | Malou Lovis Kreyelkamp                                         | Elton                                         |
| 83                  | 3. Feb. 2024   | Emilio Sakraya                             | Bausa                                                | 31:74         | 14       | 1:14 Uhr       | 4:59  | entfällt                                                       | Elton                                         |
| 84                  | 30. März 2024  | Paul Panzer                                | Kaya Yanar                                           | 66:39         | 14       | 1:36 Uhr       | 5:21  | entfällt                                                       | Elton                                         |
| 85                  | 2. Juni 2024 k | Mehmet Scholl / Thomas Helmer l            | Markus Babbel                                        | 43:62         | 14       | 1:53 Uhr       | 5:38  | entfällt                                                       | Ruth Moschner                                 |
| 86                  | 13. Juli 2024  | Annemarie & Wayne Carpendale               | Anna-Maria Ferchichi & Bushido                       | 48:72         | 15       | 1:47 Uhr       | 5:32  | entfällt                                                       | Janin Ullmann                                 |
| 87                  | 24. Aug. 2024  | Amira Aly                                  | Vanessa Mai                                          | 64:41         | 14       | 0:43 Uhr       | 4:28  | entfällt                                                       | Michael Kessler                               |
| 88                  | 12. Okt. 2024  | Daniel Donskoy                             | Max Giesinger                                        | 70:21         | 13       | 0:53 Uhr       | 4:38  | Rea Garvey                                                     | Nazan Eckes                                   |
| 89                  | 2. Nov. 2024   | Ehrlich Brothers (Andreas & Chris Ehrlich) | Alexander Kumptner & Tim Raue                        | 68:10         | 12       | 1:20 Uhr       | 5:05  | entfällt                                                       | Susanne Daubner                               |
| 90                  | 28. Dez. 2024  | Bülent Ceylan                              | Stefan Mross                                         | 72:19         | 13       | 0:35 Uhr       | 4:20  | entfällt                                                       | Linda Zervakis                                |
| Staffel 17 (2025)   |                |                                            |                                                      |               |          |                |       |                                                                |                                               |
| 91                  | 11. Jan. 2025  | Detlef Soost & Kate Hall                   | Eko Fresh & Sarah Bora                               | 63:42         | 14       | 2:08 Uhr       | 5:53  | entfällt                                                       | Laura Karasek                                 |
| 92                  | 15. Feb. 2025  | Evelyn Burdecki                            | Sarah Engels                                         | 16:62         | 12       | 23:59 Uhr      | 3:44  | entfällt                                                       | Daniel Boschmann                              |
| 93                  | 15. März 2025  | Dilara & Max Kruse                         | Jens Knossalla & Lia Mitrou                          | 63:57         | 15       | 2:09 Uhr       | 5:54  | entfällt                                                       | Annemarie Carpendale                          |
| 94                  | 10. Mai 2025   | Michelle                                   | Sabrina Setlur                                       | 66:25         | 13       | 0:20 Uhr       | 4:05  | entfällt                                                       | Jörg Pilawa                                   |
| 95                  | 7. Juni 2025   | Davina & Shania Geiss                      | Lilli & Luna Schweiger                               | 70:35         | 14       | 1:29 Uhr       | 5:14  | entfällt                                                       | Rebecca Mir                                   |
| 96                  | 6. Sep. 2025   | Verona Pooth & San Diego Pooth             | Natascha Ochsenknecht & Wilson Gonzalez Ochsenknecht |               |          |                |       |                                                                |                                               |
| 97                  | 25. Okt. 2025  |                                            |                                                      |               |          |                |       |                                                                |                                               |
| 98                  | 1. Nov. 2025   |                                            |                                                      |               |          |                |       |                                                                |                                               |

## Besondere Vorkommnisse
- In der am 22. September 2011 ausgestrahlten Folge zog sich der Kandidat Winfried Hagenau im dritten Spiel „Rennball“ eine Achillessehnenruptur zu, so dass im nachfolgenden Spielverlauf alle körperlich anstrengenden Spiele gegen DJ BoBo von Stefan Raab bestritten wurden. Damit spielte Raab als Joker nicht nur ein Spiel, sondern drei Spiele (Spiel 5, 6 und 7).[18]
- Parallel zu der Aufzeichnung der 25. Folge vom 4. Juli 2015 wurde von ProSieben die Pressemitteilung veröffentlicht, dass Stefan Raab bis zum Ende des Jahres aus dem Fernsehgeschäft aussteigen werde. Dies erfuhren die Kandidaten, das Team und das Publikum allerdings erst im Anschluss an die Aufzeichnung.[19]
- Im Spiel Tiere, bei dem in der 25. Ausgabe zu den gezeigten Fotos die Tiere benannt werden mussten, kamen sechs Fotografien vor, die bereits in der 39. Ausgabe von Schlag den Raab im gleichen Spiel verwendet wurden: Ameisenbär, Walhai, Tukan, Kuckuck, Nasenaffe und Admiral.
- In Ausgabe 29 (9. April 2016), der ersten Sendung, die nach Raabs TV-Rückzug von dessen ehemaligen Showpraktikanten Elton moderiert wurde, der schon bisher bei Schlag den Raab und TV total das Quiz Blamieren oder Kassieren moderiert hatte, gab es eine Besonderheit: Als das Spiel Blamieren oder Kassieren an der Reihe war, sagte er sich selbst an und rannte schnell backstage, um dann in gewohnter Manier unter dem Jubel der Zuschauer die Showtreppe herab zu steigen und sich anschließend (erneut) den Kandidaten Henning Baum und Matthias Steiner vorzustellen. In der Zwischenzeit hatte Elton zudem sein blaues Sakko gegen das traditionelle rote Sakko ausgetauscht, das er kombiniert mit roter Anzugshose und kariertem Hemd schon früher bei seinen Auftritten als Moderator von Blamieren oder Kassieren trug.[20][21] Der Sakkotausch Eltons in verkleinerter Form hat sich seither in den „Schlag den …“-Sendungen zur Tradition entwickelt.[22][23][24][25][26][27][28][29] In der 51. Ausgabe hieß das Spiel wegen der niederländischen Kontrahentinnen „Blamierje oder Kassierje“ und Elton trug ein „oranje“-farbenes Sakko.
- In der Sendung vom 9. Juli 2016 trug Spiel 13 den Titel „Zuordnen“. Dabei sollten unter anderem acht Staaten die jeweiligen Staatsoberhäupter zugeordnet werden. Als richtige Antwort von Kandidat Tom Beck wurde Heinz Fischer als Staatsoberhaupt von Österreich anerkannt. Heinz Fischer war zu diesem Zeitpunkt jedoch bereits seit einem Tag nicht mehr Bundespräsident Österreichs, da er am 8. Juli 2016 aus dem Amt schied. Da es sich um eine Live-Sendung handelte, war diese Antwort auch zum Zeitpunkt der Produktion falsch.
- Bei demselben Spiel unterlief der Fragenredaktion ein weiterer Fehler: Der Name des polnischen Präsidenten wurde als Andrzej Duba aufgelistet; dabei heißt er tatsächlich Andrzej Duda.
- In der Ausgabe vom 11. März 2017 verletzte sich Joey Kelly beim Hindernislauf (Spiel 6) am Knie. Obgleich er das Spiel fortführen wollte, entschieden sich der anwesende Arzt und die Produzenten, es abzubrechen und die sechs Punkte seinem Gegner Alexander Klaws zuzuschreiben. Kelly wurde danach ärztlich behandelt und konnte an allen weiteren Spielen teilnehmen.[30]
- In der 41. Ausgabe ging es im Spiel „Eis Quadrathlon“ (Spiel 10) darum, schneller als der Gegner mit vier verschiedenen Spielgeräten über eine Eisbahn zu laufen und damit jeweils ein Ziel zu treffen. Sarah Lombardi bewältigte die Aufgabe in 10:04 min. Anschließend übertrat Eko Fresh nach 6:26 min beim Treffen des letzten Zieles unerlaubterweise eine Linie, die den erlaubten Mindestabstand markierte. Der Schiedsrichter zeigte den Fehlversuch an, die Regie bemerkte dies allerdings nicht und stoppte die Zeit, offenbar in der Annahme, dass das Spiel vorbei und Eko Fresh der Sieger sei. Dieser setzte das Spiel fort, die eingeblendete Uhr lief jedoch erst etwa 40 Sekunden später weiter, sodass Eko Fresh, dem es kein weiteres Mal gelang, das letzte Ziel zu treffen, bereits zum Verlierer erklärt wurde, als sie 9:24 min anzeigte.[31]
- Max Mutzke erlitt in der 45. Ausgabe beim Fechten (Spiel 10) einen Muskelfaserriss, gewann das Spiel aber trotzdem.[32]
- In der 47. Ausgabe wurden beim „Fehlerduell“ (Spiel 8) den Kandidaten zwei Felder mit je zwanzig Bildern gezeigt, von denen sie genau die fünf Bilder erkennen sollten, die nicht in beiden Feldern gleich waren. In der ersten Runde (nach dem Beispiel) waren jedoch sieben Bilder nicht gleich. Möhring buzzerte zuerst und hatte andere fünf Bilder ausgewählt als die eingeblendete Lösung. Möhring erhielt den Punkt.[33]
- In der 49. und 50. Ausgabe war aufgrund der Coronavirus-Pandemie kein Studiopublikum anwesend und die Musikacts blieben aus.[34][35] In der 51., 54., 55., 56., 57. und 58. Ausgabe fanden trotz fehlendem Studiopublikum Musikacts statt.[36][37][38][39]
- In der 51. Ausgabe war der Aufbau des Spiels „Türen“ (Spiel 11) fehlerhaft. Meis und Becker sollten in einem Rondell mit 8 verschlossenen Türen diese mit Hilfe ihres Schlüsselbunds mit nummerierten Schlüsseln aufschließen und (wenn gewünscht) diese hinter sich verschließen. Sie fingen beide 4 Türen voneinander entfernt an und das Ziel des Spiels war es, die andere einzuholen. Allerdings war in zwei Türen fälschlicherweise ein identisches Schloss verbaut. Meis gewann dieses Spiel, weil Becker den benötigten Schlüssel vorher schon verwendet hatte und diesen ausschloss, da die Regeln vorsahen, dass jeder Schlüssel nur für ein Schloss in nur einer Tür passte. Das Spiel wurde abgebrochen, stattdessen wurde das Ersatzspiel „Der Mühlstein“ gespielt, welches Meis gewann. Elton gab zu, dass es bei den Proben bereits ein ähnliches Problem an derselben Tür gegeben habe. Des Weiteren wurde in der Sendung Ron Ringguth als Kommentator dafür kritisiert, einen Kommentar gegenüber der Kandidatin Becker in Bezug auf den Todesfall George Floyd abgegeben zu haben, welcher als unpassend aufgenommen wurde. Nach der Distanzierung seitens des Senders ProSieben entschuldigte er sich dafür.[40]
- In der 53. Ausgabe wurde beim Spiel „Autos“ (Spiel 2) eine uneindeutige Antwort von Tim Wiese als richtig gewertet. In diesem Spiel sollten der Hersteller und das Modell des auf dem Bild gezeigten Autos genannt werden. Wiese antwortete bei einem „Jeep Grand Cherokee“ nur mit „Jeep Cherokee“ und bekam den Punkt, da Elton – trotz Patrick Esumes korrekten Hinweises auf den Fehler - erklärte, es gäbe nur den Grand Cherokee. Es gibt jedoch auch einen Jeep Cherokee ohne den Zusatz „Grand“. Obendrein war im selben Spiel als Beispielaufgabe ein Mazda CX-30 abgebildet, welcher in der Auflösung irrtümlich als Mazda MX-30 ausgegeben wurde. Esume gewann das Spiel.
- In der 60. Ausgabe vom 28. August 2021 wurde im entscheidenden 14. Spiel („Dosenlaufen“) der Gewinner zu früh ausgerufen, da Sophia Thomalla kurz vor dem Ziel eine Regel missachtete. Sie gewann den nächsten Durchlauf und somit die Show.[41]
- In der 71. Ausgabe wurde beim Spiel „Blamieren oder Kassieren“ (Spiel 10) die Frage gestellt, auf welchem Planeten Astronauten im Zuge der Artemis-Mission landen sollen. Rick Kavanian gab die Antwort „Mond“, welche auch gefordert war. Trotz Einwand von Kontrahent Michael „Bully“ Herbig, dass der Mond kein Planet sei (er gilt als natürlicher Satellit), bekam Kavanian den entscheidenden Punkt und gewann das Spiel.
- Ebenfalls in der 71. Ausgabe kam es im Spiel „Ablenken“ (Spiel 12) zu einem Fehler seitens der Spieletechnik. Rick Kavanian musste sich einen Satz einprägen und nach 30 Sekunden fehlerfrei aufsagen. Während Kavanians Versuchs, den Satz wiederzugeben, wurde dieser als falsch gewertet und die Lösung eingeblendet, obwohl bis dahin jedes Wort korrekt zitiert wurde. Der Notar entschied, dass die Spielrunde mit einem anderen Satz wiederholt wird. Kavanian gewann das Spiel dennoch.
- In der 72. Ausgabe zog sich Joachim Llambi im Spiel „Eis-Penaltyschießen“ (Spiel 4) einen dreifachen Rippenbruch zu. Das Spiel wurde abgebrochen und die Punkte gingen an seinen Gegner DJ BoBo.
- In der 77. Ausgabe gab es ein technisches Problem bei Spiel 4 „Bumper Car“, bei dem die Kandidaten mit einem Bumper Car in drei Minuten schneller als der Gegner vier verschiedene aufleuchtende Kontakte auslösen mussten. Einer der Kontakte war defekt und leuchtete nicht auf, so dass die nachfolgenden Berührungen ebenfalls nicht auslösen konnten. Nach ca. 40 Sekunden Spielzeit wurde das Spiel unterbrochen und der Fehler behoben.
- In der 85. Ausgabe mussten im Spiel „Magnetkette“ (Spiel 7) magnetische Kugeln als eine durchgehende Kette zwischen zwei Polen gelegt werden. Nachdem in zwei aufeinanderfolgenden Durchgängen die Ketten beider Kontrahenten zu kurz ausfielen, sodass die geforderte Distanz unmöglich erreicht werden konnte, wurden diese mit zusätzlichen Kugeln von der Spielleitung verlängert.
- In der 87. Ausgabe mussten die außerhalb des Studios stattfindenden Spiele 4 und 5 aufgrund eines Gewitters verschoben werden, sodass sie erst nach dem 9. Spiel ausgetragen wurden. Die ursprünglich vorgesehenen Punkte für die betroffenen Spiele wurden jedoch beibehalten.
- In der 91. Ausgabe wurde das erste Spiel „Laufrad“ angekündigt. Dies löste Moderator Matthias Opdenhövel jedoch auf, da es sich um einen Scherz gehandelt hat.

## Einschaltquoten
Die quotenstärkste Sendung war die 5. Ausgabe, sowohl beim Gesamtpublikum ab 3 Jahren (3,38 Mio. Zuschauer) als auch der Zielgruppe zwischen 14 und 49 Jahren (2,38 Mio. Zuschauer). Den höchsten Marktanteil in der Zielgruppe hatte die 71. Ausgabe mit 21,4 Prozent, bei den Zuschauern ab 3 Jahren war die 5. Ausgabe mit 11 Prozent Marktanteil am stärksten.
Die 77. Ausgabe war in allen vier Punkten die schwächste Sendung. Sie hatte mit 0,8 Mio. die wenigsten Zuschauer ab drei Jahren und die wenigsten Zuschauer in der Zielgruppe (0,28 Mio.). Außerdem hatte sie den kleinsten Gesamtmarktanteil (5,7 %) und mit 10,2 % den kleinsten Marktanteil in der Zielgruppe.
| Ausgabe           | Datum         | Zuschauer | Zuschauer       | Marktanteil | Marktanteil     |
| Ausgabe           | Datum         | Gesamt    | 14 bis 49 Jahre | Gesamt      | 14 bis 49 Jahre |
| ----------------- | ------------- | --------- | --------------- | ----------- | --------------- |
| Staffel 1 (2009)  |               |           |                 |             |                 |
| [2]01             | 13. März 2009 | 2,81 Mio. | 1,97 Mio.       | 09,4 %      | 17,3 %          |
| [3]02             | 20. März 2009 | 2,86 Mio. | 1,91 Mio.       | 09,6 %      | 16,8 %          |
| [4]03             | 27. März 2009 | 2,95 Mio. | 2,10 Mio.       | 10,1 %      | 18,9 %          |
| [5]04             | 3. Apr. 2009  | 2,50 Mio. | 1,74 Mio.       | 08,8 %      | 16,7 %          |
| Staffel 2 (2010)  |               |           |                 |             |                 |
| [6]05             | 29. Okt. 2010 | 3,38 Mio. | 2,38 Mio.       | 11,1 %      | 19,9 %          |
| [7]06             | 5. Nov. 2010  | 2,86 Mio. | 2,02 Mio.       | 09,3 %      | 17,3 %          |
| [8]07             | 12. Nov. 2010 | 3,02 Mio. | 2,15 Mio.       | 09,9 %      | 17,7 %          |
| [9]08             | 19. Nov. 2010 | 2,70 Mio. | 1,84 Mio.       | 08,8 %      | 15,9 %          |
| Staffel 3 (2011)  |               |           |                 |             |                 |
| [10]09            | 1. Sep. 2011  | 2,34 Mio. | 1,64 Mio.       | 08,5 %      | 15,1 %          |
| [11]10            | 8. Sep. 2011  | 2,11 Mio. | 1,47 Mio.       | 07,3 %      | 12,7 %          |
| [12]11            | 15. Sep. 2011 | 1,83 Mio. | 1,29 Mio.       | 06,2 %      | 10,6 %          |
| [13]12            | 22. Sep. 2011 | 2,13 Mio. | 1,45 Mio.       | 07,1 %      | 11,9 %          |
| Staffel 4 (2012)  |               |           |                 |             |                 |
| [14]13            | 30. Juni 2012 | 1,48 Mio. | 0,94 Mio.       | 06,9 %      | 12,4 %          |
| [15]14            | 14. Juli 2012 | 2,48 Mio. | 1,55 Mio.       | 09,6 %      | 17,0 %          |
| [16]15            | 4. Aug. 2012  | 1,47 Mio. | 0,97 Mio.       | 06,1 %      | 11,5 %          |
| [17]16            | 18. Aug. 2012 | 1,44 Mio. | 0,95 Mio.       | 06,7 %      | 13,0 %          |
| Staffel 5 (2013)  |               |           |                 |             |                 |
| [18]17            | 22. Juni 2013 | 1,59 Mio. | 0,93 Mio.       | 06,6 %      | 11,0 %          |
| [19]18            | 20. Juli 2013 | 1,48 Mio. | 0,90 Mio.       | 07,4 %      | 13,2 %          |
| [20]19            | 3. Aug. 2013  | 1,78 Mio. | 0,99 Mio.       | 08,6 %      | 14,7 %          |
| [21][22]20        | 10. Aug. 2013 | 1,81 Mio. | 0,99 Mio.       | 07,9 %      | 13,3 %          |
| Staffel 6 (2014)  |               |           |                 |             |                 |
| [23]21            | 19. Juli 2014 | 2,06 Mio. | 1,26 Mio.       | 10,4 %      | 19,2 %          |
| [24]22            | 2. Aug. 2014  | 2,10 Mio. | 1,29 Mio.       | 09,2 %      | 16,5 %          |
| [25]23            | 16. Aug. 2014 | 2,63 Mio. | 1,59 Mio.       | 10,4 %      | 18,6 %          |
| [26]24            | 30. Aug. 2014 | 2,12 Mio. | 1,31 Mio.       | 08,4 %      | 15,1 %          |
| Staffel 7 (2015)  |               |           |                 |             |                 |
| [27]25            | 4. Juli 2015  | 1,66 Mio. | 0,95 Mio.       | 07,9 %      | 14,3 %          |
| [28]26            | 18. Juli 2015 | 1,79 Mio. | 1,06 Mio.       | 08,4 %      | 16,0 %          |
| [29]27            | 8. Aug. 2015  | 2,27 Mio. | 1,50 Mio.       | 10,4 %      | 20,7 %          |
| [30]28            | 15. Aug. 2015 | 2,10 Mio. |                 | 08,7 %      | 15,0 %          |
| Staffel 8 (2016)  |               |           |                 |             |                 |
| [31]29            | 9. Apr. 2016  | 2,21 Mio. | 1,50 Mio.       | 10,0 %      | 18,5 %          |
| [32]30            | 7. Mai 2016   | 1,52 Mio. | 1,08 Mio.       | 07,1 %      | 13,8 %          |
| [33]31            | 9. Juli 2016  | 1,39 Mio. | 0,90 Mio.       | 07,7 %      | 14,6 %          |
| [34]32            | 17. Sep. 2016 | 1,52 Mio. | 0,90 Mio.       | 06,5 %      | 10,7 %          |
| [35]33            | 15. Okt. 2016 | 2,11 Mio. | 1,43 Mio.       | 08,6 %      | 16,7 %          |
| [36]34            | 10. Dez. 2016 | 1,60 Mio. | 1,10 Mio.       | 07,9 %      | 15,3 %          |
| Staffel 9 (2017)  |               |           |                 |             |                 |
| [37]35            | 18. Feb. 2017 | 1,65 Mio. | 1,02 Mio.       | 06,4 %      | 11,7 %          |
| [38]36            | 11. März 2017 | 1,84 Mio. | 1,22 Mio.       | 07,8 %      | 14,7 %          |
| [39]37            | 8. Apr. 2017  | 1,60 Mio. | 1,01 Mio.       | 07,1 %      | 12,6 %          |
| [40]38            | 20. Mai 2017  | 1,79 Mio. | 1,18 Mio.       | 09,7 %      | 18,3 %          |
| Staffel 10 (2018) |               |           |                 |             |                 |
| [41]39            | 26. Juli 2018 | 1,81 Mio. | 1,05 Mio.       | 08,1 %      | 15,5 %          |
| [42]40            | 9. Aug. 2018  | 1,61 Mio. | 1,00 Mio.       | 06,4 %      | 13,2 %          |
| [43]41            | 8. Dez. 2018  | 1,66 Mio. | 1,06 Mio.       | 07,1 %      | 14,4 %          |
| Staffel 11 (2019) |               |           |                 |             |                 |
| [44]42            | 9. Feb. 2019  | 2,01 Mio. | 1,15 Mio.       | 09,1 %      | 16,4 %          |
| [44]43            | 16. März 2019 | 1,54 Mio. | 0,90 Mio.       | 07,6 %      | 14,4 %          |
| [44]44            | 15. Juni 2019 | 1,36 Mio. | 0,79 Mio.       | 07,9 %      | 14,7 %          |
| [45]45            | 21. Sep. 2019 | 1,10 Mio. | 0,64 Mio.       | 05,8 %      | 11,3 %          |
| [46]46            | 9. Nov. 2019  | 1,57 Mio. | 0,94 Mio.       | 07,6 %      | 14,3 %          |
| [47]47            | 14. Dez. 2019 | 1,27 Mio. | 0,75 Mio.       | 07,6 %      | 12,2 %          |
| Staffel 12 (2020) |               |           |                 |             |                 |
| [48]48            | 1. Feb. 2020  | 1,96 Mio. | 1,12 Mio.       | 08,1 %      | 16,1 %          |
| [49]49            | 21. März 2020 | 2,08 Mio. | 1,33 Mio.       | 06,6 %      | 13,6 %          |
| [50]50            | 2. Mai 2020   | 1,87 Mio. | 1,09 Mio.       | 06,9 %      | 13,7 %          |
| [51]51            | 6. Juni 2020  | 1,60 Mio. | 1,00 Mio.       | 06,9 %      | 15,2 %          |
| [52]52            | 5. Sep. 2020  | 1,57 Mio. | 0,77 Mio.       | 08,3 %      | 15,2 %          |
| [53]53            | 24. Okt. 2020 | 1,61 Mio. | 1,10 Mio.       | 06,5 %      | 16,1 %          |
| [54]54            | 21. Nov. 2020 | 1,33 Mio. | 0,73 Mio.       | 05,9 %      | 11,6 %          |
| [55]55            | 19. Dez. 2020 | 1,61 Mio  | 0,91 Mio.       | 06,9 %      | 13,3 %          |
| Staffel 13 (2021) |               |           |                 |             |                 |
| [56]56            | 6. Feb. 2021  | 1,85 Mio. | 1,07 Mio.       | 07,1 %      | 14,7 %          |
| [57]57            | 8. Mai 2021   | 1,40 Mio. | 0,74 Mio.       | 06,7 %      | 13,4 %          |
| [58]58            | 5. Juni 2021  | 1,52 Mio. | 0,77 Mio.       | 08,2 %      | 16,9 %          |
| [59]59            | 17. Juli 2021 | 1,28 Mio. | 0,67 Mio.       | 08,3 %      | 17,9 %          |
| [60]60            | 28. Aug. 2021 | 1,57 Mio. | 1,07 Mio.       | 08,5 %      | 14,7 %          |
| [61]61            | 18. Sep. 2021 | 1,04 Mio. | 0,57 Mio.       | 05,8 %      | 12,4 %          |
| [62]62            | 27. Nov. 2021 | 1,67 Mio. | 0,79 Mio.       | 08,0 %      | 15,3 %          |
| [63]63            | 18. Dez. 2021 | 1,58 Mio. | 0,84 Mio.       | 06,6 %      | 13,8 %          |
| Staffel 14 (2022) |               |           |                 |             |                 |
| [64]64            | 9. Jan. 2022  | 1,45 Mio. | 0,78 Mio.       | 06,0 %      | 13,4 %          |
| [65]65            | 29. Jan. 2022 | 1,41 Mio. | 0,70 Mio.       | 06,8 %      | 13,9 %          |
| [66]66            | 13. März 2022 | 1,37 Mio. | 0,70 Mio.       | 06,0 %      | 12,3 %          |
| [67]67            | 30. Apr. 2022 | 1,29 Mio. | 0,72 Mio.       | 06,7 %      | 16,9 %          |
| [68]68            | 4. Juni 2022  | 1,16 Mio. | 0,48 Mio.       | 06,4 %      | 11,8 %          |
| [69]69            | 2. Juli 2022  | 1,01 Mio. | 0,48 Mio.       | 06,7 %      | 14,5 %          |
| [70]70            | 23. Juli 2022 | 1,32 Mio. | 0,54 Mio.       | 07,6 %      | 15,0 %          |
| [71]71            | 17. Sep. 2022 | 1,80 Mio. | 0,90 Mio.       | 10,3 %      | 21,4 %          |
| [72]72            | 17. Dez. 2022 | 1,69 Mio. | 0,69 Mio.       | 08,0 %      | 15,2 %          |
| Staffel 15 (2023) |               |           |                 |             |                 |
| [73]73            | 4. Feb. 2023  | 1,40 Mio. | 0,59 Mio.       | 06,8 %      | 12,9 %          |
| [74]74            | 11. März 2023 | 1,27 Mio. | 0,59 Mio.       | 06,2 %      | 12,4 %          |
| [75]75            | 27. Mai 2023  | 1,15 Mio. | 0,48 Mio.       | 08,0 %      | 16,3 %          |
| [76]76            | 10. Juni 2023 | 1,06 Mio. | 0,43 Mio.       | 07,5 %      | 13,7 %          |
| [77]77            | 19. Aug. 2023 | 0,80 Mio. | 0,28 Mio.       | 05,7 %      | 10,2 %          |
| [78]78            | 2. Sep. 2023  | 1,54 Mio. | 0,58 Mio.       | 08,9 %      | 17,0 %          |
| [79]79            | 30. Sep. 2023 | 1,06 Mio. | 0,44 Mio.       | 06,8 %      | 12,8 %          |
| [80]80            | 4. Nov. 2023  | 1,28 Mio. | 0,58 Mio.       | 06,5 %      | 13,5 %          |
| [81]81            | 30. Dez. 2023 | 1,36 Mio. | 0,56 Mio.       | 06,6 %      | 12,0 %          |
| Staffel 16 (2024) |               |           |                 |             |                 |
| 82                | 27. Jan. 2024 | 0,99 Mio. | 0,44 Mio.       | 04,4 %      | 08,5 %          |
| 83                | 3. Feb. 2024  | 0,75 Mio. | 0,35 Mio.       | 03,7 %      | 07,8 %          |
| 84                | 30. März 2024 | 1,35 Mio. | 0,50 Mio.       | 08,6 %      | 14,6 %          |
| 85                | 2. Juni 2024  | 0,81 Mio. | 0,41 Mio.       | 05,3 %      | 12,4 %          |
| 86                | 13. Juli 2024 | 1,21 Mio. | 0,55 Mio.       | 08,5 %      | 18,4 %          |
| 87                | 24. Aug. 2024 | 0,99 Mio. | 0,38 Mio.       | 06,2 %      | 12,4 %          |
| 88                | 12. Okt. 2024 | 0,89 Mio. | 0,36 Mio.       | 05,1 %      | 10,1 %          |
| 89                | 2. Nov. 2024  | 1,08 Mio. | 0,46 Mio.       | 06,0 %      | 12,4 %          |
| 90                | 28. Dez. 2024 | 1,26 Mio. | 0,41 Mio.       | 06,2 %      | 09,6 %          |
| Staffel 17 (2025) |               |           |                 |             |                 |
| 91                | 11. Jan. 2025 | 1,01 Mio. | 0,45 Mio.       | 06,4 %      | 13,5 %          |
| 92                | 15. Feb. 2025 | 1,19 Mio. | 0,46 Mio.       | 05,6 %      | 11,6 %          |
| 93                | 15. März 2025 | 0,74 Mio. | 0,32 Mio.       | 04,9 %      | 10,6 %          |
| 94                | 10. Mai 2025  | 0,69 Mio. | 0,25 Mio.       | 06,5 %      | 03,9 %          |
| 95                | 7. Juni 2025  | 1,46 Mio. | 0,52 Mio.       | 09,9 %      | 19,4 %          |

## Auszeichnungen
- Am 17. Juni 2020 erhielt Schlag den Star den Deutschen Fernsehpreis 2020 in der Kategorie „Unterhaltung / Beste Regie Unterhaltung“.[140]

## Adaptionen

### Videospiele
- Schlag den Star. BitComposer Interactive 2017
- Schlag den Star – Das 2. Spiel. BitComposer Interactive 2020
- Schlag den Star – Das 3. Spiel. BitComposer Interactive 2023